# When the Sun Went Out
When the Sun Went Out è un cortometraggio muto del 1911 diretto da George Melford e prodotto dalla Kalem Company: è interpretato da George Melford, Alice Joyce, Carlyle Blackwell. Il film uscì nelle sale l'8 settembre 1911.

## Trama
Il sole che sparisce è quello di un'eclisse. Tom è un cacciatore che vede sul suo almanacco che alle 2.45 del pomeriggio ci sarà un'eclisse totale di sole. Va a trovare Nell, la sua innamorata, ma scopre che la fattoria è stata assalita dagli indiani che hanno ucciso il padre di Nell e che hanno rapito la ragazza. Sulle sue tracce, si imbatte nella banda di indiani: per intimorirli, li minaccia - se non libereranno la ragazza - di far sparire il sole. Gli indiani non gli credono e lo legano a un palo ma, puntuale, alle 2,45 il sole comincia a sparire. I pellerossa liberano immediatamente Tom e la fidanzata che fuggono via. Quando il sole riappare, la banda li insegue e i fuggitivi, che stanno per essere ripresi, sono salvati dall'arrivo di una carovana di coloni.

## Produzione
Prodotto dalla Kalem Company.

## Distribuzione
Il film - un cortometraggio in una bobina - fu distribuito dalla General Film Company e uscì nelle sale statunitensi l'8 settembre 1911. Una copia della pellicola è conservata alla Library of Congress (35 mm).